# Lampuyang (Pulo Aceh)
Lampuyang is een bestuurslaag in het regentschap Aceh Besar van de provincie Atjeh, Indonesië. Lampuyang telt 461 inwoners (volkstelling 2010).